# P-адичний аналіз
p-Адичний аналіз — розділ теорії чисел, який займається математичним аналізом функцій p-адичних чисел.

3-адичні цілі числа з вибраними відповідними символами на їхній дуальній групі Понтрягіна

Теорія комплекснозначних числових функцій на p-адичних числах є частиною теорії локально компактних груп. Зазвичай під p-адичним аналізом розуміють теорію p-адичнозначних функцій на цікавих просторах.
Застосовують p-адичний аналіз переважно в теорії чисел, де він відіграє значну роль у діофантовій геометрії та діофантовій апроксимації. Деякі застосування вимагали розробки p-адичного функціонального аналізу та спектральної теорії. Багато в чому p-адичний аналіз є менш витонченим, ніж класичний аналіз, оскільки ультраметрична нерівність означає, наприклад, що збіжність нескінченних рядів p-адичних чисел значно простіша. Топологічні векторні простори над p-адичними полями демонструють відмінні риси; наприклад, аспекти, що стосуються опуклості та теореми Гана — Банаха, відрізняються.

## Важливі результати

### Теорема Островського
Теорема Островського, яку сформулював Олександр Островський (1916), стверджує, що кожне нетривіальне абсолютне значення раціональних чисел Q еквівалентне або звичайному дійсному абсолютному значенню, або p-адичному абсолютному значенню.

### Теорема Малера
Теорема Малера, яку сформулював Курт Малер, виражає неперервні p-адичні функції через многочлени.
У будь-якому полі характеристики 0 можна отримати такий результат. Нехай
{\displaystyle (\Delta f)(x)=f(x+1)-f(x)}
- це оператор прямої різниці. Тоді для поліноміальних функцій f маємо ряд Ньютона:
{\displaystyle f(x)=\sum _{k=0}^{\infty }(\Delta ^{k}f)(0){x \choose k},}
де
{\displaystyle {x \choose k}={\frac {x(x-1)(x-2)\cdots (x-k+1)}{k!}}}
є k-м поліномом біноміального коефіцієнта.
Над полем дійсних чисел припущення про те, що функція f є многочленом, можна послабити, але його не можна послабити аж до простої неперервності.
Малер довів такий результат:
Теорема Малера: якщо f — неперервна p-адична функція на p-адичних цілих числах, то виконується та сама тотожність.

### Лема Гензеля
Лема Гензеля, також відома як лема Гензеля про підняття, названа на честь Курта Гензеля, є результатом модульної арифметики, який стверджує, що, якщо поліноміальне рівняння має простий корінь за модулем простого числа p, то цей корінь відповідає унікальному кореню того самого рівняння за модулем будь-якого більшого степеня p, який можна знайти ітераційним «підняттям» розв'язку за модулем послідовних степенів p. Загальніше, його використовують як загальну назву для аналогів для повних комутативних кілець (зокрема, p-адичних полів) методу Ньютона для розв'язування рівнянь. Оскільки p-адичний аналіз певною мірою простіший від дійсночисельного аналізу, існують відносно прості критерії, що гарантують корінь многочлена.
Для формулювання результату, нехай {\displaystyle f(x)} — многочлен із цілими (або p-адичними цілими) коефіцієнтами, і нехай m, k — натуральні числа, такі що m ≤ k. Якщо r таке ціле число, що
{\displaystyle f(r)\equiv 0{\pmod {p^{k}}}} і {\displaystyle f'(r)\not \equiv 0{\pmod {p}}}
то існує таке ціле s, що
{\displaystyle f(s)\equiv 0{\pmod {p^{k+m}}}} і {\displaystyle r\equiv s{\pmod {p^{k}}}.}
Крім того, це s є унікальним за модулем pk +m і може бути обчислене явно як
{\displaystyle s=r+tp^{k}} де {\displaystyle t=-{\frac {f(r)}{p^{k}}}\cdot (f'(r)^{-1}).}

## Застосування

### p-Адична квантова механіка
p-Адична квантова механіка — це відносно новий підхід до розуміння природи фундаментальної фізики. Це застосування p-адичного аналізу до квантової механіки. Існують сотні наукових статей із цієї теми, зокрема й у міжнародних журналах.
Є два основних підходи до предмету. Перший розглядає частинки в p-адичній потенціальній ямі, і метою є пошук розв'язків із плавно змінними комплекснозначними хвильовими функціями. Тут розв'язки достатньо наочні. Другий розглядає частинки в p-адичних потенціальних ямах, і мета полягає в тому, щоб знайти p-адичнозначні хвильові функції. У цьому випадку фізична інтерпретація складніша.

### Локально–глобальний принцип
Локально-глобальний принцип Гельмута Гассе, також відомий як принцип Гассе, полягає в тому, що можна знайти цілочисельний розв'язок рівняння, використовуючи китайську теорему про остачі, щоб об'єднати розв'язки за модулем степенів кожного відмінного простого числа. Для цього досліджується рівняння в поповненнях раціональних чисел: дійсних числах і p-адичних числах. Формальніша версія принципу Гассе стверджує, що певні типи рівнянь мають раціональний розв'язок тоді й лише тоді, коли вони мають розв'язок у дійсних числах і в p-адичних числах для кожного простого p.